# Crucifix de San Giorgio à Ruballa
Le Crucifix de San Giorgio à Ruballa  est un grand crucifix peint  en tempera et or sur bois, réalisé au  XIVe siècle par Taddeo Gaddi qui est exposé en l'église San Giorgio a Ruballa (it), située à Osteria, frazione de la commune Bagno a Ripoli dans la province de Florence.

## Description
Il s'agit d'une représentation du  Christus dolens.
Le Christ se doit d'être représenté mort, souffrant sur la croix (et non plus triomphant ou résigné) :
- La tête baissée sur l'épaule,
- les yeux fermés sont absents, énucléés (orbites vides),
- marques de douleur sur le visage,
- la bouche est incurvée vers le bas,
- les plaies sont saignantes (mains, pieds et flanc droit),
- Le corps tordu déhanché, arqué dans un spasme de douleur, subissant son poids terrestre,
- schématisation des muscles et des côtes.
- Pieds superposés.

Le crucifix ne comporte que des panneaux annexes intermédiaires des extrémités verticales de la croix (tabellone) :
- en haut en titulus, avec le texte de « INRI »
- les flancs latéraux du Christ sont décorés de motifs colorés.